# Helgenæs
Koordinaten: 56° 8′ N, 10° 32′ O
Helgenæs ist als kleine Halbinsel am Südrand von Mols identisch mit dem Kirchspiel Helgenæs Sogn. Die Halbinsel Helgenæs ist wiederum Teil der Halbinsel Djursland im östlichen Jütland in Dänemark. Helgenæs ragt in die Århusbucht. Teile im Norden und Süden der Halbinsel sowie deren Westküste sind Teil des Natura 2000-Gebiets 51 Begtrup Vig og kystområder ved Helgenæs, und die Nordwestküste ist seit 2009 Teil des Nationalparks Mols Bjerge.

## Geographie
Helgenæs umfasst eine Landfläche von rund zwanzig Quadratkilometern. Die Landschaft entstand vor rund 12.000 Jahren am Ende der letzten Eiszeit. Die Eismassen auf Jütland waren fast geschmolzen, als sich zwei Eiszungen als Folge eines erneuten Kälteeinbruchs über Mols schoben. Die Gletscher hinterließen eine Hügelkette aus Sand und Schotter, die heutigen Mols Bjerge. Größere Eisklumpen blieben zurück und schmolzen nur langsam. Dieses so genannte Toteis bildete Toteislöcher mit steilen Hängen.
Die schmalste Stelle der Halbinsel ist mit etwa 240 m der Isthmus von Dragsmur. Diese soll schon den Wikingern als Portagestelle für ihre Langboote gedient haben und ersparte ihnen 4 sm Segelstrecke.
Die höchste Erhebung der Halbinsel ist mit 99 m der Ellemandsbjerg.
Auf Helgenæs liegen die Ortschaften Kongsgårde, Borup, Ørby, Esby und Fejrup.

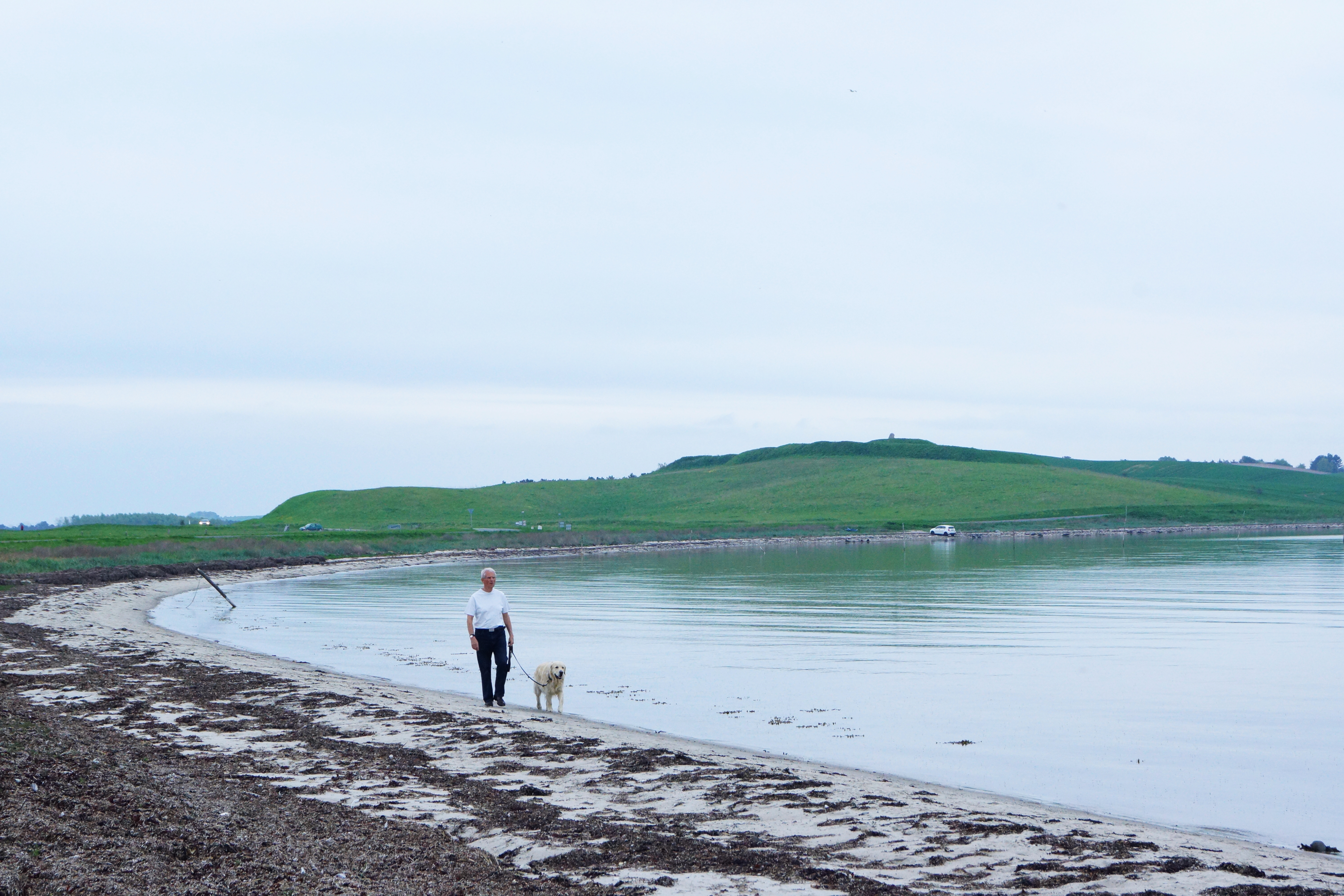
Helgenæs, Blick vom Begtrup Vig
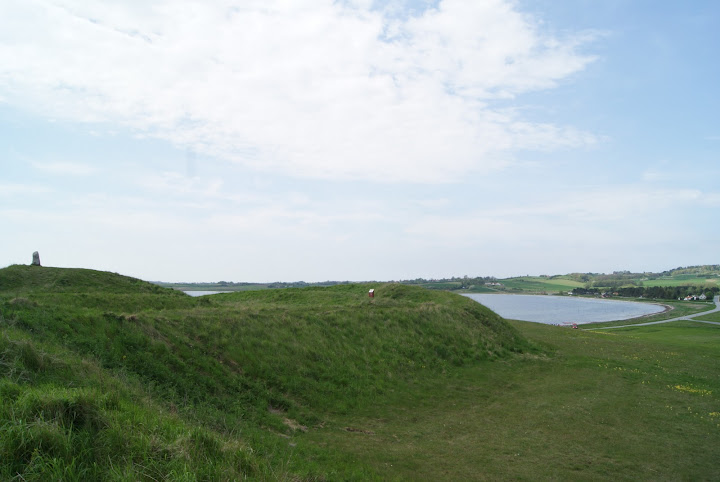
Die Rye-Schanzen bei Dragsmur
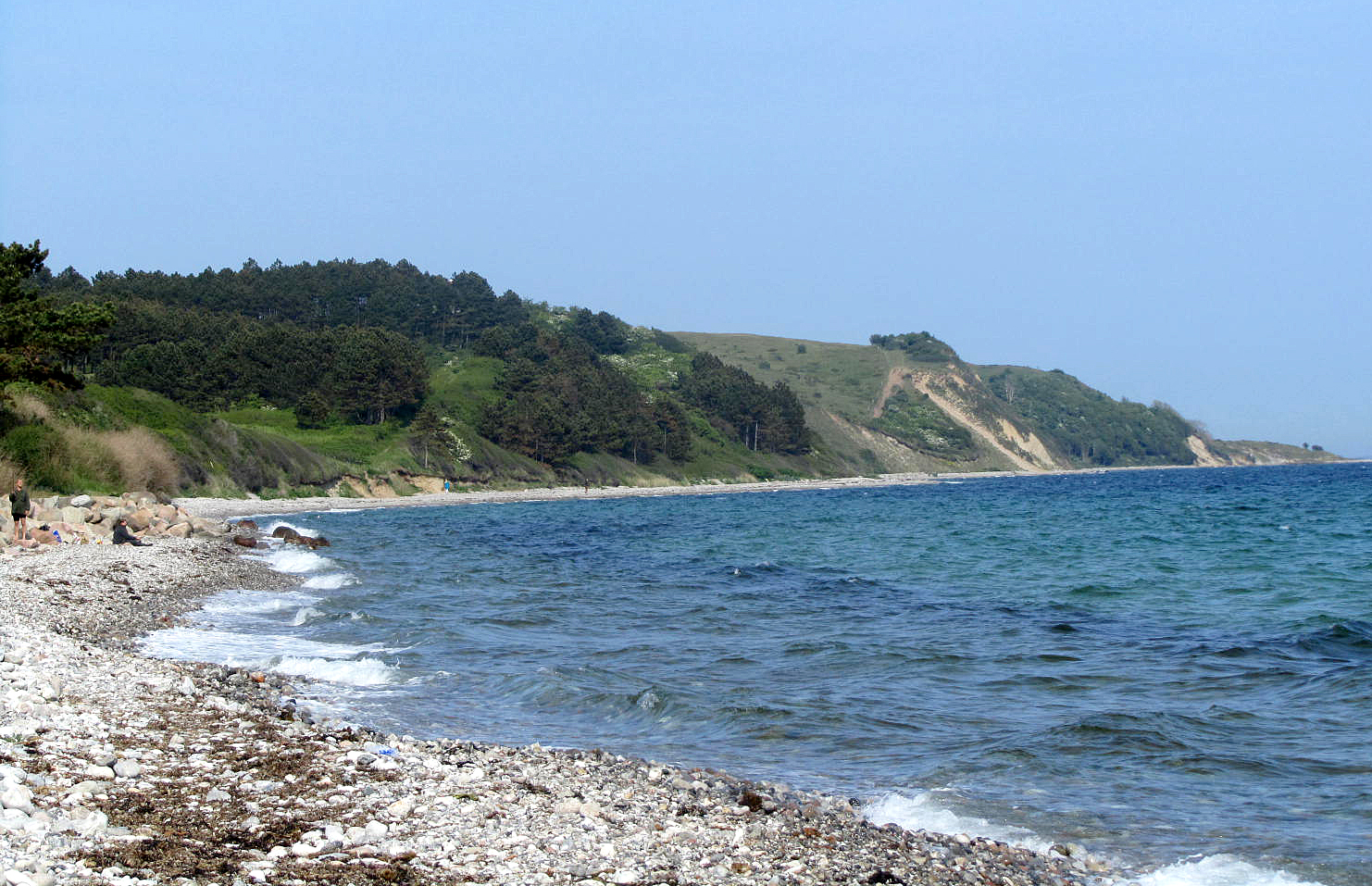
Bursklint
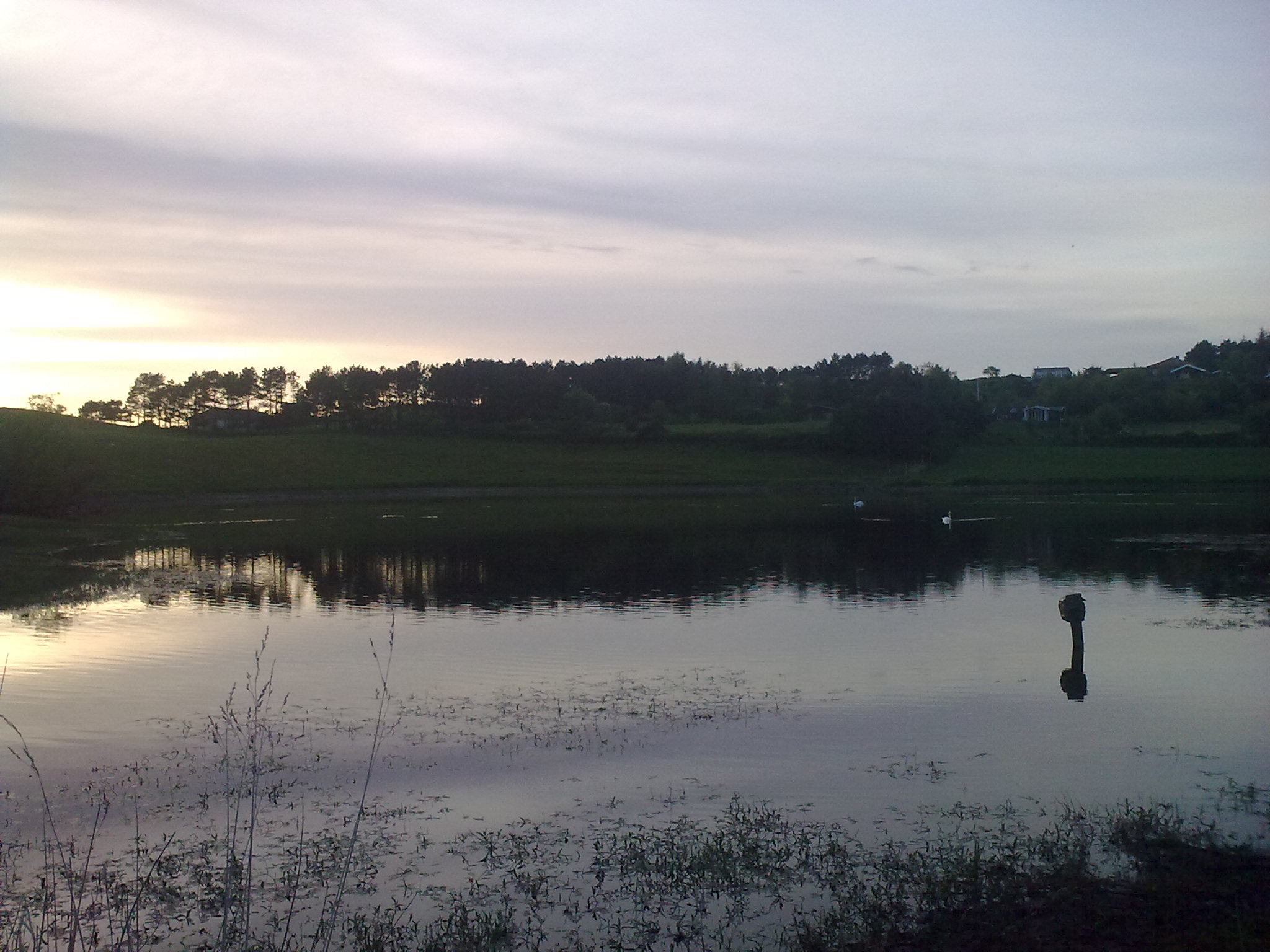
Ein See im Nordwesten von Helgenæs
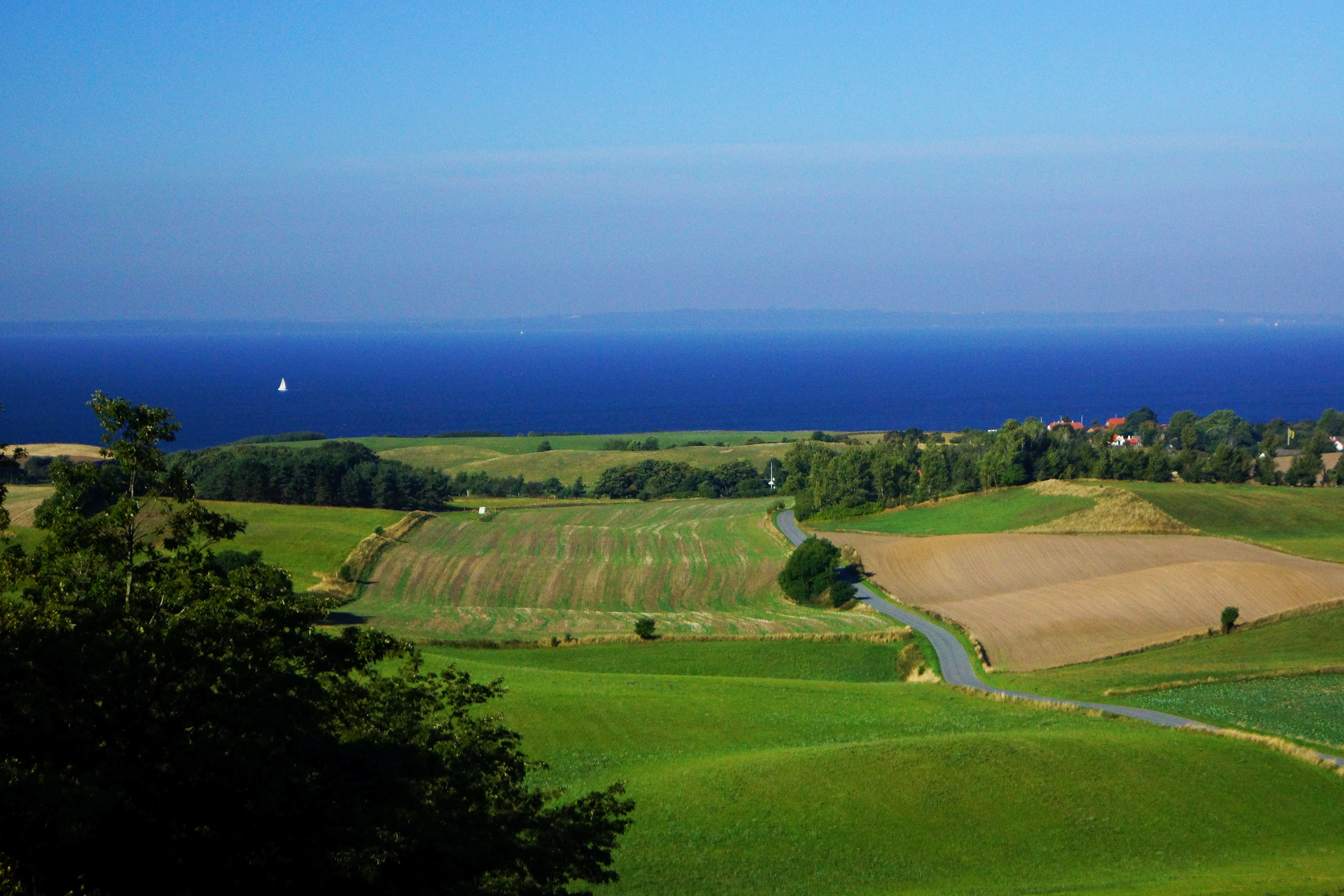
Blick vom Ellemandsbjerg, Helgenæs
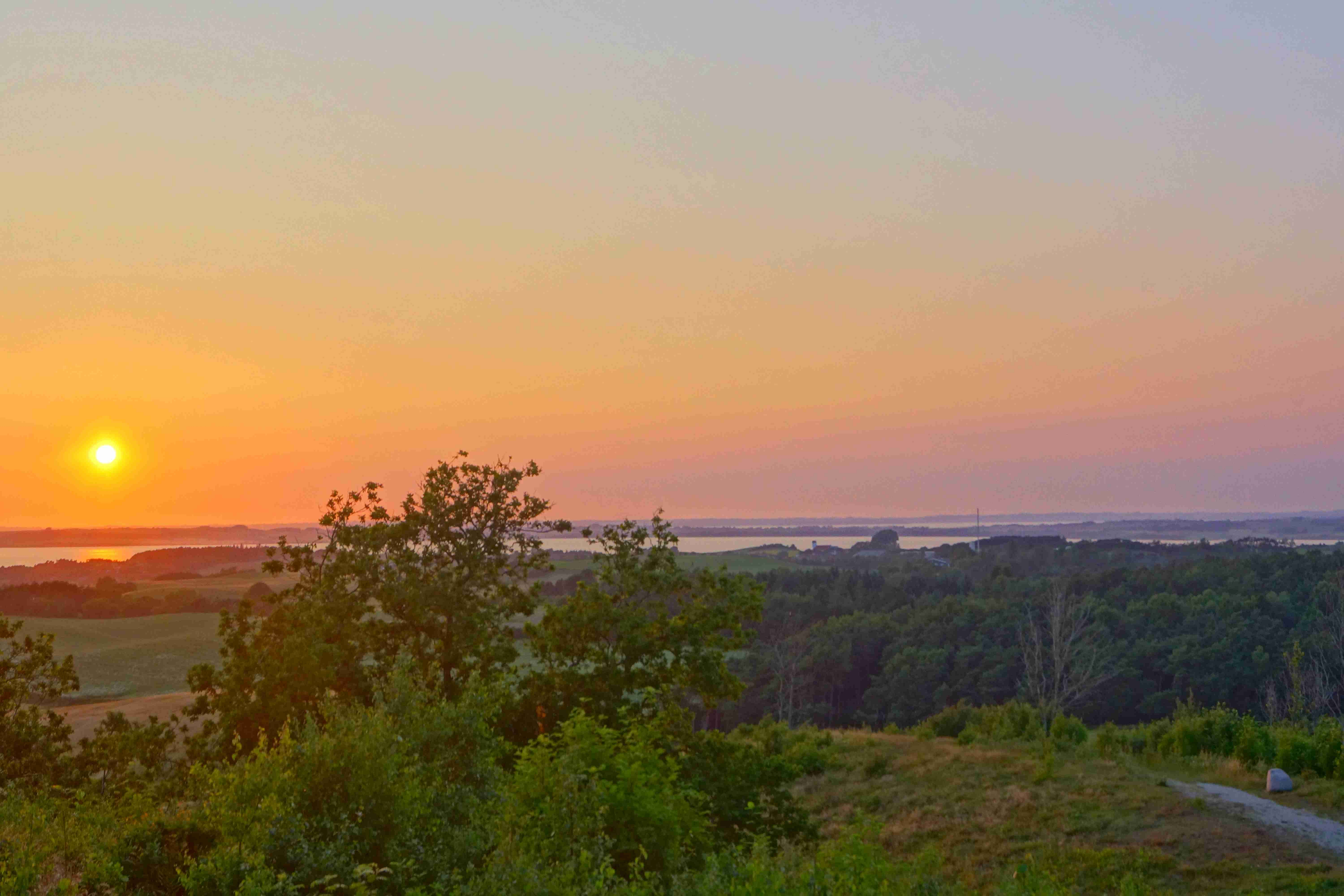
Blick vom Ellemandsbjerg
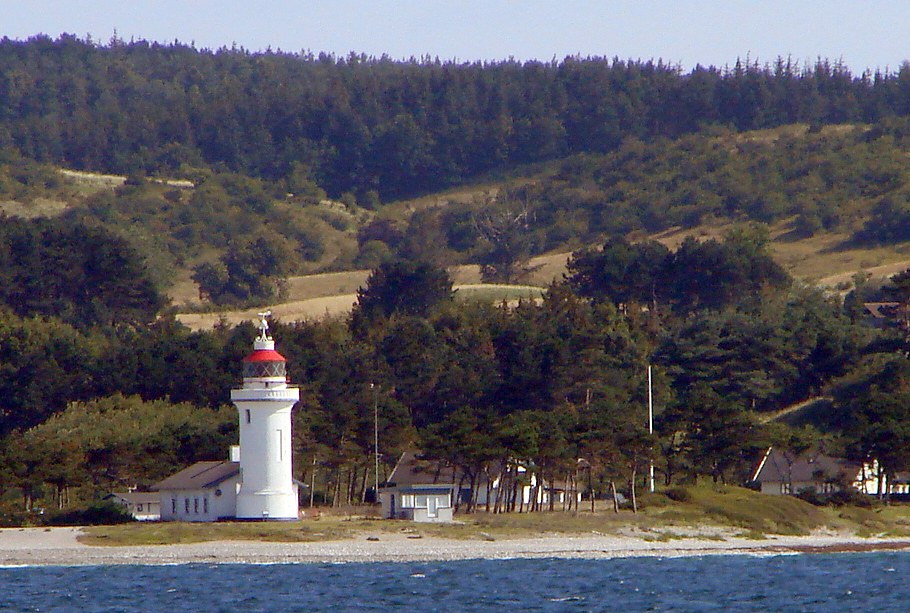
Sletterhage Leuchtturm.
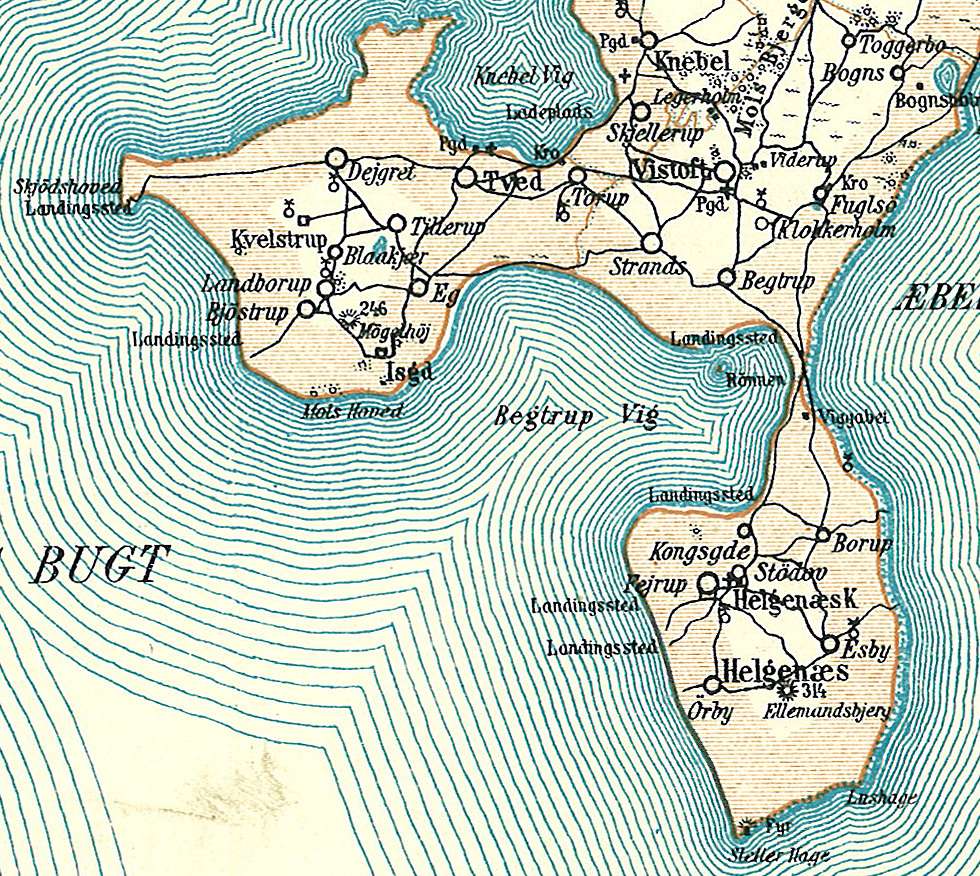
Helgenæs und die Begtrup Vig Karte um 1900

## Geschichte

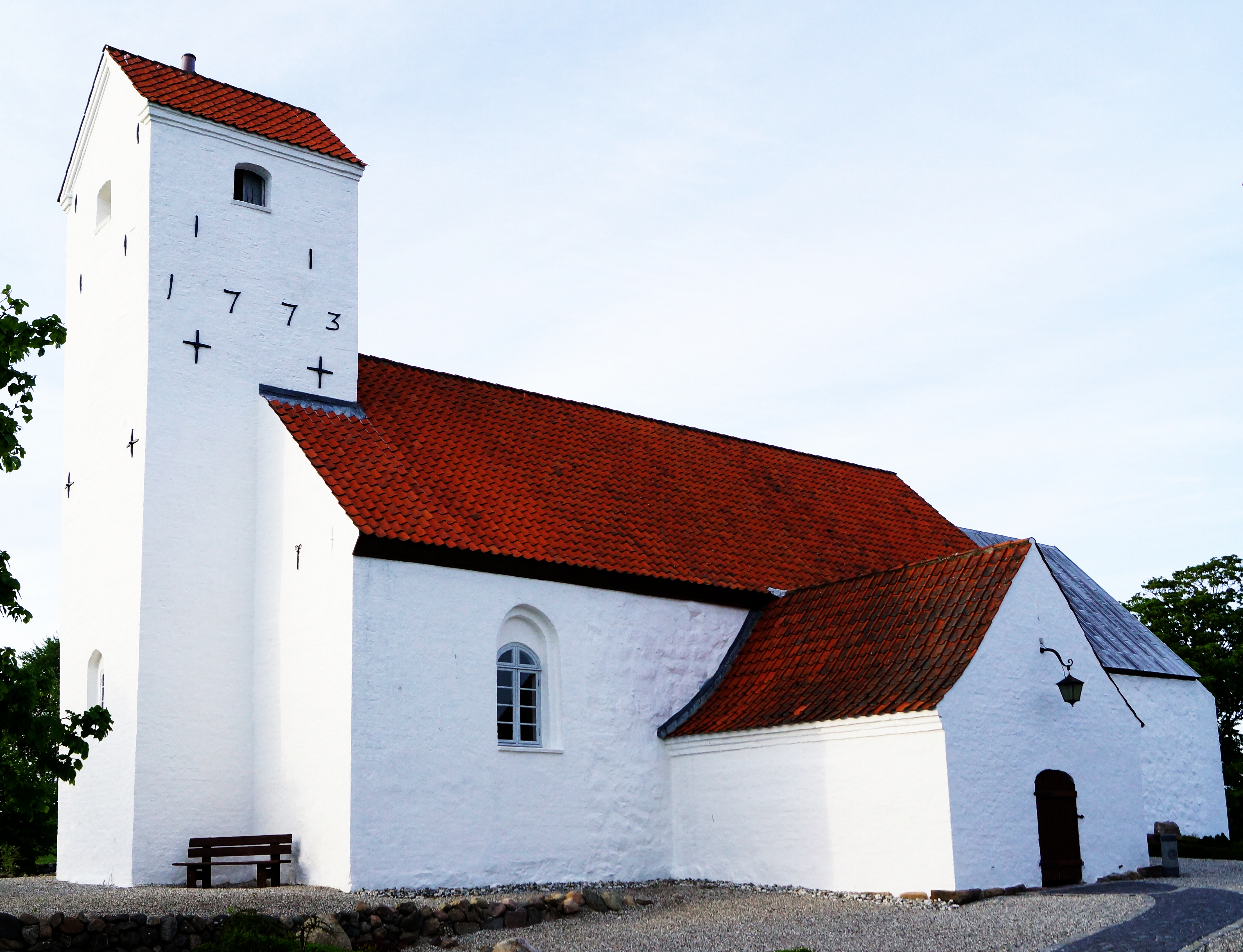
Stødov Kirche 13.Jhd, 1773 renoviert

Der Name Helgenæs stammt vom dänischen Wort hellig (heilig) und næs (Landspitze) und wurde 1231 urkundlich erwähnt als „Hælghænæs“.
Auf dem 99 m hohen Ellemandsbjerg wurden laut Sage Opferungen an die nordischen Götter vorgenommen. 1773 wurde die Stødov Kirke, erbaut im 13. Jahrhundert renoviert.
Am Isthmus von Dragsmur, der Helgenæs mit Mols verbindet, wurden im Deutsch-Dänischen Krieg (1848–1850) Schanzen errichtet. Von dieser Auffangstellung auf Helgenæs wurden die dänischen Truppen 1849 ausgeschifft und in der Schlacht um Fredericia eingesetzt. Zuvor waren sie unter Leitung von General Olaf Rye vom preußischen Heer auf die Halbinsel getrieben worden.

## Verkehr
Die Buslinie 361 verbindet Helgenæs an Wochentagen stündlich von 5 bis 18 Uhr mit Rønde. Die Linie ist gegen den Uhrzeigersinn über die Halbinsel geführt.

Vor Kongsgård in der Begtrup Vig befindet sich eine kleine Marina mit einem Steg, eine allgemein zugängliche Einrichtung eines Aarhuser Segelvereins.

## Sehenswürdigkeiten
- Bo-Bendixen-Galerie in Ørby[5]
- Ellemandsbjerg (99 m), bietet eine weite Sicht über den Nationalpark
- Rye-Schanzen bei Dragsmur benannt nach Olaf Rye
- Sletterhage Fyr, Leuchtturm von 1894 an der Südspitze von Helgenæs
- Stødov Kirke und ein kleines lokales Geschichtsmuseum
- Tyskertårnet, eine Wachtturmruine östlich von Sletterhage Fyr aus der Zeit der deutschen Besatzung Dänemarks im Zweiten Weltkrieg (1940–1945)